# Partido Nacionalista da Lusitânia
El Partido Nacionalista da Lusitânia (PTL, Partido Nacionalista de Lusitania) fue fundado en la ciudad de Guarda en 1999 aunque se organizó en 2005 por personas pertenecientes al nacionalismo lusitano. Es un partido que se autodefine principalmente como nacionalista.

## Ideología
Propone, en un principio, una federación de regiones portuguesas con un alto grado de autonomía y la creación de una Asamblea Regional para la Región Autónoma Lusitana para luego dar lugar a la independencia de Lusitania y la creación de una República Lusitana Independiente.
Pretende ser un partido de unión para todos los nacionalistas lusitanos y se refiere a la población como lusitanos, con un ADN propio, no mezclado con otro de origen latino y aluden a una época anterior a la conquista romana y a las invasiones bárbaras.